# Verenigde Staten op de Olympische Zomerspelen 1952
De Verenigde Staten namen deel aan de Olympische Zomerspelen 1952 in Helsinki, Finland. Voor de tweede keer op rij werd het medailleklassement gewonnen.

## Medailles

### 1Goud
- Lindy Remigino — Atletiek, mannen, 100 meter
- Andy Stanfield — Atletiek, mannen 200 meter
- Mal Whitfield — Atletiek, mannen 800 meter
- Harrison Dillard — Atletiek, mannen 110 meter horden
- Charles Moore — Atletiek, mannen 400 meter horden
- Horace Ashenfelter — Atletiek, mannen 3.000m steeplechase
- Harrison Dillard, Lindy Remigino, Dean Smith en Andy Stanfield — Atletiek, mannen 4x100 meter estafette, mannen
- Walter "Buddy" Davis — Atletiek, mannen hoogspringen
- Bob Richards — Atletiek, mannen polsstokhoogspringen
- Jerome Biffle — Atletiek, mannen verspringen
- Parry O'Brien — Atletiek, mannen kogelstoten
- Sim Iness — Atletiek, mannen discuswerpen
- Cyrus Young — Atletiek, mannen speerwerpen
- Bob Mathias — Atletiek, mannen tienkamp
- Mae Faggs, Catherine Hardy, Barbara Jones en Janet Moreau — Atletiek, vrouwen 4x100 m estafette
- Ron Bontemps, Marc Freiberger, Wayne Glasgow, Charlie Hoag, Bill Hougland, John Keller, Dean Kelley, Bob Kenney, Bob Kurland, Bill Lienhard, Clyde Lovellette, Frank McCabe, Dan Pippin en Howie Williams — Basketbal, mannentoernooi
- Nathan Brooks — Boksen, mannen vlieggewicht
- Charles Adkins — Boksen, mannen halfweltergewicht
- Floyd Patterson — Boksen, mannen middengewicht
- Norvel Lee — Boksen, mannen halfzwaargewicht
- Edward Sanders — Boksen, mannen zwaargewicht
- Frank Havens — Kanoën, mannen c1 10.000m Canadees enkel
- David Browning — Schoonspringen, mannen plank
- Sammy Lee — Schoonspringen, mannen platform
- Patricia McCormick — Schoonspringen, vrouwen plank
- Patricia McCormick — Schoonspringen, vrouwen platform
- Charles Logg en Thomas Price — Roeien, mannen twee-zonder-stuurman
- Robert Detweiler, James Dunbar, William Fields, Wayne Frye, Charles Manring, Richard Murphy, Henry Proctor, Frank Shakespeare en Edward Stevens — Roeien, mannen acht-met-stuurman
- Joe Benner — Schieten, mannen vrij pistool
- Clarke Scholes — Zwemmen, mannen 100 m vrije stijl
- Ford Konno — Zwemmen, mannen 1500 m vrije stijl
- Yoshinobu Oyakawa — Zwemmen, mannen 100 m rugslag
- Ford Konno, James McLane, Wayne Moore en Bill Woolsey — Zwemmen, mannen 4x200 m vrije stijl estafette
- Tommy Kono — Gewichtheffen, mannen lichtgewicht
- Peter George — Gewichtheffen, mannen middengewicht
- Norbert Schemansky — Gewichtheffen, mannen halfzwaargewicht
- John Davis — Gewichtheffen, mannen zwaargewicht
- William Smith — worstelen, mannen vrije stijl weltergewicht
- Britton Chance, Edgar White en Sumner White — Zeilen, mannen 5½ meter klasse
- Everard Endt, John Morgan, Eric Ridder, Julian Roosevelt, Emelyn Whiton en Herman Whiton — Zeilen, mannen 6 meter klasse 4870

### 2Zilver
- Thane Baker — Atletiek, mannen 200 meter
- Robert McMillen — Atletiek, mannen 1500 meter
- Jack Davis — Atletiek, mannen 110 m horden
- Gene Cole, Ollie Matson, Charles Moore en Mal Whitfield — Atletiek, mannen 4x400 m estafette
- Kenneth Wiesner — Atletiek, mannen hoogspringen
- Donald Laz — Atletiek, mannen polsstokhoogspringen
- Meredith Gourdine — Atletiek, mannen verspringen
- Darrow Hooper — Atletiek, mannen kogelstoten
- Bill Miller — Atletiek, mannen speerwerpen
- Milt Campbell — Atletiek, mannen tienkamp
- Miller Anderson — Schoonspringen, mannen plank
- Paula Myers-Pope — Schoonspringen, vrouwen platform
- Ford Konno — Zwemmen, mannen 400 m vrije stijl
- Bowen Stassforth — Zwemmen, mannen 200 m schoolslag
- Stanley Stanczyk — Gewichtheffen, mannen halfzwaargewicht
- James Bradford — Gewichtheffen, mannen zwaargewicht
- Jay Evans — worstelen, mannen vrije stijl lichtgewicht
- Henry Wittenberg — worstelen, mannen vrije stijl halfzwaargewicht
- John Price en John Reid — Zeilen, mannen star

### 3Brons
- James Gathers — Atletiek, mannen 200 meter
- Ollie Matson — Atletiek, mannen, 400 meter
- Arthur Barnard — Atletiek, mannen 110 m horden
- James Fuchs — Atletiek, mannen kogelstoten
- James Dillion — Atletiek, mannen discuswerpen
- Floyd Simmons — Atletiek, mannen tienkamp
- Bob Clotworthy — Schoonspringen, mannen plank
- Zoe Olsen-Jensen — Schoonspringen, vrouwen plank
- Juno Irwin — Schoonspringen, vrouwen platform
- Charles Hough, Walter Staley en John Wofford — Paardensport, eventing
- Arthur McCashin, John Russell en William Steinkraus — Paardensport, springconcours team
- Matthew Leanderson, Carl Lovested, Albert Rossi, Alvin Ulbrickson en Richard Wahlstrom — Roeien, mannen vier-met-stuurman
- Arthur Jackson — Schieten, mannen kleinkalibergeweer, liggend
- Jack Taylor — Zwemmen, mannen 100 m rugslag
- Evelyn Kawamoto — Zwemmen, vrouwen 400 m vrije stijl
- Joan Alderson, Evelyn Kawamoto, Jacqueline LaVine en Marilee Stepan — Zwemmen, vrouwen 4x100 m vrije stijl estafette
- Josiah Henson — worstelen, mannen vrije stijl vedergewicht

## Resultaten en deelnemers per onderdeel

### Atletiek
Mannen, 100 meter
- Lindy Remigino
  - Eerste ronde – 10.4s
  - Tweede ronde – 10.4s
  - Halve finale – 10.5s
  - Finale – 10.4s (→  Goud)
- Dean Smith
  - Eerste ronde – 10.6s
  - Tweede ronde – 10.4s
  - Halve finale – 10.6s
  - Finale – 10.4s (→ 4e plaats)

### Basketbal

#### Mannentoernooi
- Hoofdronde (Groep A)
  - Versloeg Hongarije (66-48)
  - Versloeg Tsjechoslowakije (72-47)
  - Versloeg Uruguay (57-44)
- Finaleronde (Groep B)
  - Versloeg Sovjet-Unie (86-58)
  - Versloeg Chili (103-55)
  - Versloeg Brazilië (57-53)
- Halve finale
  - Versloeg Argentinië (85-76)
- Finale
  - Versloeg Sovjet-Unie (36-25) →  Goud
- Spelers
  - Ronald Bontemps
  - Marcus Freiberger
  - Victor Glasgow
  - Charles Hoag
  - Bill Hougland
  - John Keller
  - Melvin Kelley
  - Robert Kenney
  - Robert Kurland
  - William Lienhard
  - Clyde Lovellette
  - Frank McCabe
  - Daniel Pippin
  - Howard Williams

### Roeien
Heren scullen single
- John B. Kelly Jr.

Heren scullen dubbel
- Pat Costello
- Walter Hoover

Heren twee zonder stuurman
- Charles Logg
- Thomas Price

Heren twee met stuurman
- James Fifer
- Duvall Hecht
- James Beggs (stuurman)

Heren vier zonder stuurman
- Louis McMillan
- Dempster Jackson
- John Davis
- James Welsh

Heren vier met stuurman
- Carl Lovsted
- Al Ulbrickson
- Richard Wahlstrom
- Matt Leanderson
- Al Rossi (stuurman)

Heren acht
- Frank Shakespeare
- William Fields
- James Dunbar
- Richard Murphy
- Robert Detweiler
- Henry Proctor
- Wayne Frye
- Edward Stevens
- Charles Manring (stuurman)

### Schoonspringen
Mannen 3m plank
- David Browning
  - Finale — 205.29 punten (→  Goud)
- Miller Anderson
  - Finale — 199.84 punten (→  Zilver)
- Bob Clotworthy
  - Finale — 184.92 punten (→  Brons)

Vrouwen 10m platform
- Patricia McCormick
  - Voorronde — 51.25 punten
  - Finale — 79.37 punten (→  Goud)
- Paula Myers-Pope
  - Voorronde — 44.22 punten
  - Finale — 71.63 punten (→  Zilver)
- Juno Stover-Irwin
  - Voorronde — 43.60 punten
  - Finale — 70.49 punten (→  Brons)

### Voetbal

#### Mannentoernooi
Resultaten:
 Verenigde Staten 0-8  Italië
Selectie:
Bob Burkard
Charlie Colombo
Elwood Cook
Harry Keough
McHugh
Ruben Mendoza
Lloyd Monsen
Willy Schaller
Bill Sheppell
John Souza
Larry Surock
Coach: John Wood

### Wielersport

#### Wegwedstrijden
Mannen individuele wegwedstrijd (190.4 km)
- Donald Sheldon — 5:22:33.3 (→ 32e plaats)
- Thomas O'Rourke — 5:22:33.7 (→ 36e plaats)
- David Rhoads — niet gefinisht (→ niet geklasseerd)
- Ronald Rhoads — niet gefinisht (→ niet geklasseerd)

#### Baanwedstrijden
Mannen 1.000m tijdrit
- Frank Brilando
  - Finale — 1:17.8 (→ 23e plaats)

Mannen 1.000m sprint scratch race
- Steven Hromjak — 22e plaats

Argentinië · Australië · Bahama's · België · Bermuda · Birma · Brazilië · Brits-Guiana · Bulgarije · Canada · Ceylon · Chili · China · Cuba · Denemarken · Duitsland · Egypte · Filipijnen · Finland · Frankrijk · Goudkust · Griekenland · Groot-Brittannië · Guatemala · Hongarije · Hongkong · Ierland · IJsland · India · Indonesië · Iran · Israël · Italië · Jamaica · Japan · Joegoslavië · Libanon · Liechtenstein · Luxemburg · Mexico · Monaco · Nederland · Nederlandse Antillen · Nieuw-Zeeland · Nigeria · Noorwegen · Oostenrijk · Pakistan · Panama · Polen · Portugal · Puerto Rico · Roemenië · Saarland · Singapore ·  Sovjet-Unie · Spanje · Thailand · Trinidad en Tobago · Tsjecho-Slowakije · Turkije · Uruguay · Venezuela · Verenigde Staten · Vietnam · Zuid-Afrika · Zuid-Korea · Zweden · Zwitserland